# Willem Gideon Deutz

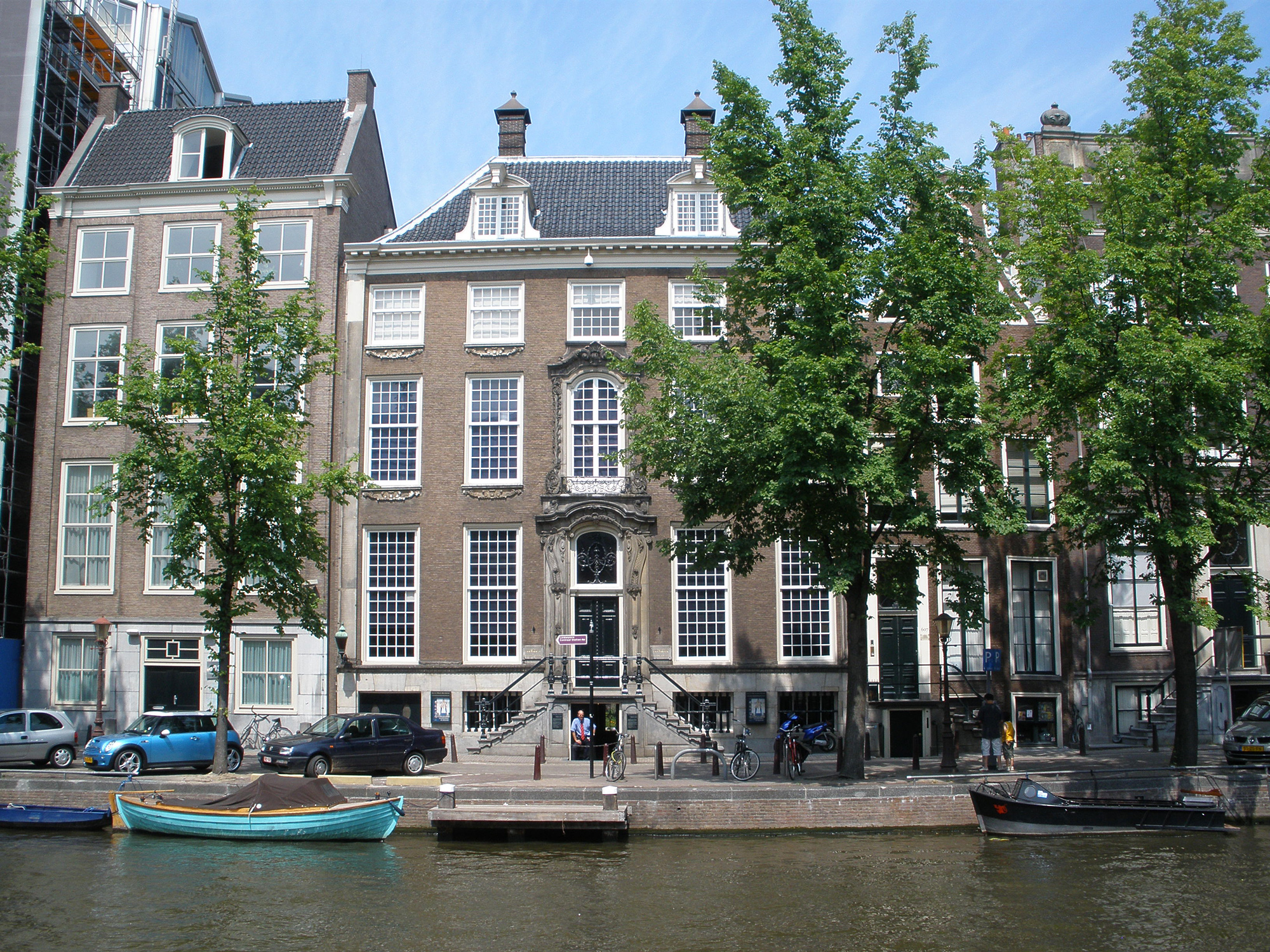
Herengracht 605, Huis Willet-Holthuysen

Willem Gideon Deutz (Amsterdam, 6 september 1697 - 27 juni 1757) was een Amsterdamse bankier en keizerlijk agent van het kwikzilver. Hij was vijfmaal burgemeester van Amsterdam (1748, 1752, 1753, 1755 en 1757) en een belangrijke kredietverstrekker in de Surinaamse plantage-economie.

## Voorgeschiedenis

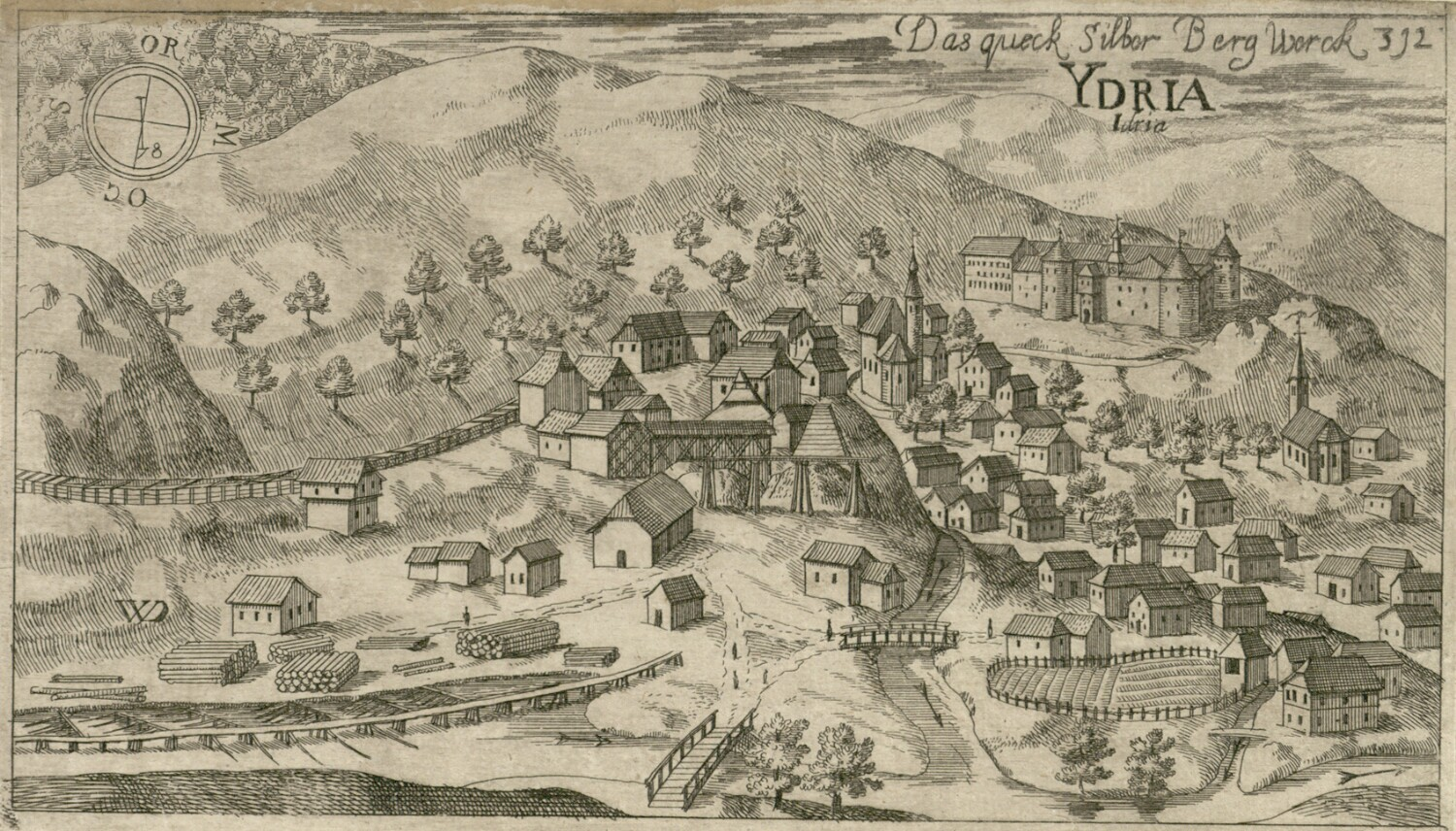
De kwikzilverrmijn van Idrija. Tot 1700 beschikte de firma Deutz over een monopolie op de kwikzilverhandel.

Willem Gideon was de zoon van Jean Deutz van Assendelft, die in 1692 als eerste van zijn geslacht in de regering van Amsterdam was gekozen, en Maria Boreel, de dochter van Jacob Boreel. Zijn grootvader Jean Deutz trad sinds 1659 op als keizerlijk factoor voor het huis Habsburg. Het kwikzilver kwam uit Idrija in Slovenië, en werd behalve naar Amsterdam ook naar Venetië geëxporteerd. Via zijn vrouw Geertrui Bicker was hij eigenaar geworden van de hofstede de Eult onder Baarn.
In de 18e eeuw legden de Amsterdamse kooplieden zich steeds meer toe op bankieren.

## Biografie
Willem volgde in 1719 zijn vader op als hoofd van het handelshuis Deutz & Zonen. In 1733 begon Oostenrijk geld te lenen op de Amsterdamse kapitaalmarkt. In 1736 leende hij Oostenrijk 3,5 miljoen gulden. In 1739 sloot hij nog een tweede lening voor 800.000 gulden. Toen Frederik de Grote in 1742 Silezië veroverde, ging het onderpand verloren. De firma Deutz moet grote schade hebben geleden, want minstens 10% ging verloren.
De aanleg van de baroktuin op het terrein van het huidige Baarnse Bos bij zijn hofstede De Eult vond plaats tussen 1730 en 1745 en is waarschijnlijk uitgevoerd door de tuinarchitect Daniël Marot. Deutz zorgde voor de aanleg van verschillende lanen in Baarn en liet onder andere de Torenlaan, de Lt. Gen. van Heutzlaan en de Postlaan aanleggen. De Postlaan was de voorloper van de Amsterdamse Straatweg, maar liep ca. 100 m oostelijk totdat de Oranje-Nassaus de laan verlegden in het verlengde van de weg voor het paleis Soestdijk in 1764.

## Doelisten
Op 12 september 1748 eisten de doelisten dat de benoemingen van officieren van de schutterij voortaan door hen zelf zouden worden gedaan. Zij waren het er niet langer mee eens dat de burgemeesters het recht op deze benoemingen hadden omdat ze deze goed betaalde functies onderling verdeelden of verkochten. De invloed van deze zeer kleine groep invloedrijke families moest volgens de krijgsraad worden teruggedraaid.
Op 13 september 1748 vond er over de benoemingen opnieuw een krijgsraad plaats. Na afloop brachten enkele officieren van de schutterij in een vergadering van een half uur verslag uit aan stadhouder Willem IV, die voor enkele dagen in Amsterdam was om aan de bezwaren van de doelisten tegemoet te komen. Deutz was daarbij als burgemeester, samen met Hasselaar, aanwezig. De uitkomst was dat de Prins opdroeg de zaak verder onderling te regelen en anders een nominatie op te stellen waarover hij dan zou beslissen, maar hij zag liever dat ze het zonder zijn verdere bemoeienis oplosten.

## De West-Indische plantagelening
In 1753 gaf hij, als hoofd van het handelshuis Deutz, een West-Indische plantagelening van een miljoen gulden uit. Waarschijnlijk heeft J.J. Mauricius nog tijdens zijn gouverneurschap in Suriname dan wel tijdens zijn verblijf in de Republiek in 1751 Deutz aangespoord krediet aan de plantagehouders ('planters') te verschaffen. Amsterdam stortte 30.000 gulden in het fonds. Het krediet groeide tot vier miljoen aan en stelde de planters in staat van schuldeiser te veranderen. Van Dillen stelt dat de planters te gemakkelijk geld konden krijgen. Het werd hen als het ware opgedrongen. De planters verplichtten zich al hun producten aan de "Voorschotbank", dat wil zeggen Deutz, in bewaring te geven, die ze tegen een commissieloon van 2% zou verkopen. Er meldden zich in 1758 volgens een omstreden notitie 89 planters, die voor 4.628.365 gulden bij Deutz in het krijt stonden.
De negotiatie had de vorm van een hypotheek waarvan de hoogte werd bepaald door de waarde van de grond, slaven en oogst. In tegenstelling tot zijn talrijke navolgers legde hij de planters niet de verplichting op hun Europese waren uitsluitend via hem te betrekken.
Deutz heeft waarschijnlijk in afwachting van betere tijden de achterstallige interest uit eigen beurs aan de obligatiehouders betaald. Vermindering of uitstel van interestbetaling en aflossing aan de obligatiehouders zou immers de koers doen zakken en de negotiatie een slechte naam bezorgen. Deutz is op 4 juli 1757 begraven in de Amsterdamse Nieuwe Kerk. Hij bewoonde Herengracht 605, tegenwoordig Huis Willet-Holthuysen. De Directie van de lening overgegaan naar Jan en Theodoor van Marselis.
De door Deutz verschafte plantagelening is nog door vele andere gevolgd, maar bij zijn overlijden bleken zijn zaken in geëmbrouilleerde staat te verkeren, zodat zijn erfenis door de erfgenamen - de burgemeester was ongetrouwd - onder voorwaarden, aanvaard werd. Het buiten de Eult is door de erven op 17 juli 1758 voor 319.000 gulden verkocht aan de prinses-gouvernante Anna van Hannover.
Deutz werd opgevolgd door George Clifford die evenwel in 1760 stierf. De financiële crisis van 1773 op de Amsterdamse beurs zou grote gevolgen voor de planters in Suriname hebben.